# Lucy (australopiteco)

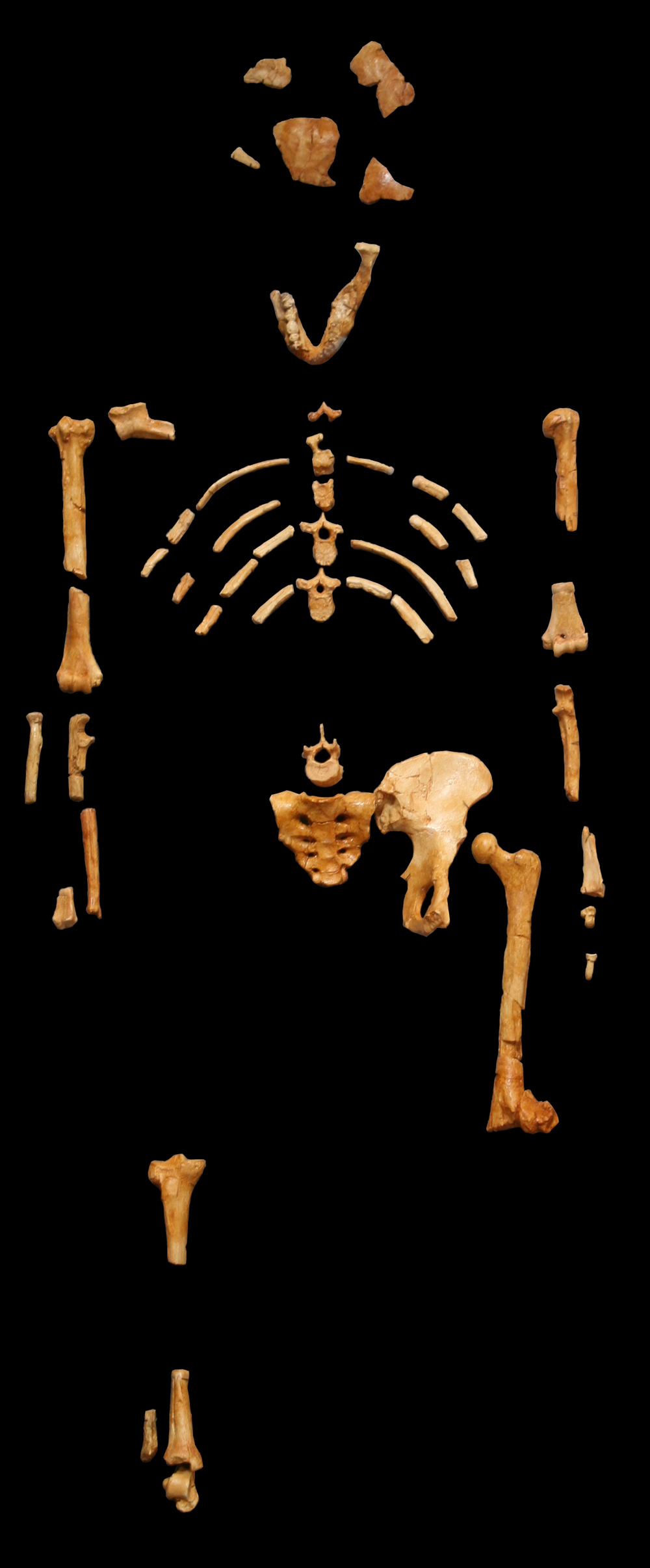
Ricostruzione dello scheletro di "Lucy", esposta presso il Museo nazionale di storia naturale di Francia, a Parigi

Lucy è il nome con cui viene comunemente identificato il reperto A.L. 288-1, scoperto nel 1974 nella Depressione di Afar, in particolare nel sito archeologico di Hadar, in Etiopia. Consta di centinaia di frammenti di ossa fossili che rappresentano il 40% dello scheletro di un esemplare femmina, il primo scoperto, di Australopithecus afarensis.
Il nome deriva dalla canzone Lucy in the Sky with Diamonds dei Beatles, le cui note risuonavano nel campo di spedizione. Al tempo del ritrovamento Lucy attirò moltissimo l'interesse del pubblico, divenendo un nome quasi familiare. Dal 2007 lo scheletro fossile, e i reperti a esso associati, vennero esposti negli Stati Uniti in una mostra itinerante protrattasi per 6 anni intitolata L'eredità di Lucy: i tesori nascosti dell'Etiopia. Lucy divenne famosa in tutto il mondo e nel 2013 venne riportata in Etiopia.
In Etiopia il reperto è anche conosciuto come Dinqinesh, (ድንቅ ነሽ) che in lingua amarica significa "sei meravigliosa".

## Scoperta
Nel 1972 il geologo e paleoantropologo francese Maurice Taieb scoprì nella depressione di Afar, in Etiopia, la Formazione Hadar, riconoscendone la potenziale importanza per la paleoantropologia come probabile deposito di fossili e manufatti di origine umana. Taieb formò l'International Afar Research Expedition (IARE) e invitò tre eminenti scienziati internazionali a condurre spedizioni di ricerca nella regione. Si trattava di: Donald Johanson, un paleoantropologo americano curatore al Cleveland Museum of Natural History, Mary Leakey, famosa paleoantropologa britannica, e Yves Coppens, paleoantropologo francese in seguito al Collège de France. In breve fu organizzata una spedizione con la partecipazione di quattro americani e sette francesi; nell'autunno del 1973 il gruppo cominciò a esplorare i siti attorno ad Hadar alla ricerca di reperti collegati alle origini del genere umano.
Nel novembre 1973, all'approssimarsi della fine della stagione del primo campo, Johanson notò un fossile della parte superiore di una tibia, che era stata leggermente intaccata nella parte anteriore, e vicino a questo la parte inferiore di un femore; quando li fece combaciare, l'angolo dell'articolazione del ginocchio dimostrò chiaramente che il reperto, etichettato come AL 129-1, era di un ominide dalla postura eretta. Questo fossile fu successivamente datato a 3,4 milioni di anni fa, un'epoca molto più lontana rispetto ad altri fossili di ominidi noti a quel tempo. Il luogo del ritrovamento si trova a circa 2,5 km e in uno strato di roccia 60 m più profondo rispetto al sito dove "Lucy" fu trovata in seguito.

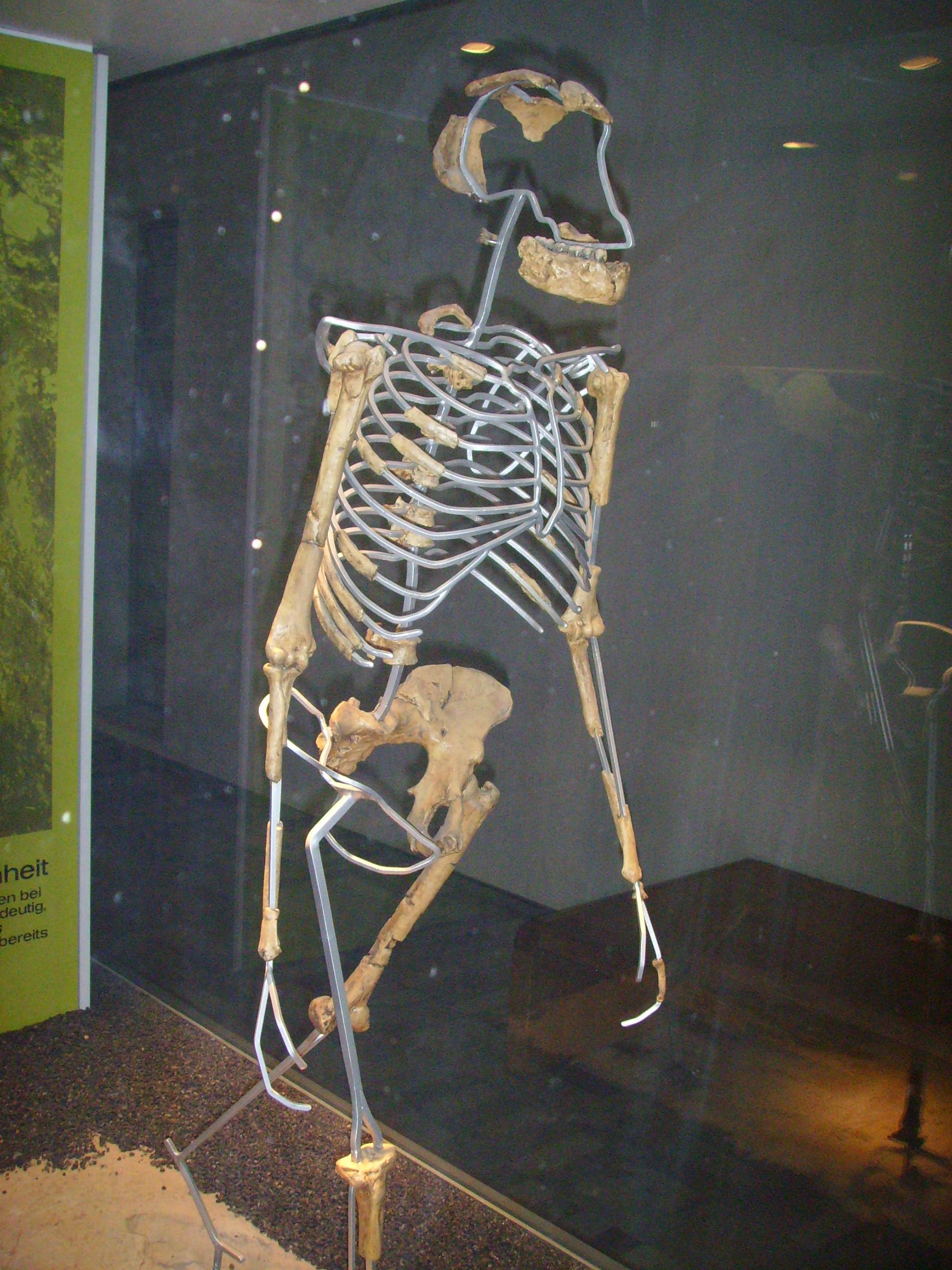
Veduta laterale di una ricostruzione di Lucy, esposta al Senckenberg Naturmuseum di Francoforte in Germania.

Il gruppo di lavoro ritornò per la stagione del secondo campo l'anno successivo, nel 1974, trovando mandibole di ominidi. Lucy fu scoperta nei pressi del villaggio di Hadar nella valle dell'Auasc da Donald Johanson la mattina del 24 novembre, quando lo studioso abbandonò il progetto di aggiornare i propri rilevamenti e raggiunse lo studente Tom Gray allo scopo di dedicarsi alla ricerca di ossa fossili
Il fossile originario di Lucy è conservato al Museo nazionale dell'Etiopia ad Addis-Abeba, dove se ne può vedere una replica. Molte sono le riproduzioni di Lucy, esposte nei musei di tutto il mondo.
Nel 2015 si scoprì che una delle vertebre che compone lo scheletro di Lucy apparterrebbe in realtà a un babbuino gelada (Theropithecus gelada).

## Caratteristiche
L'esemplare Lucy è datato a circa 3,2 milioni di anni fa. Lo scheletro presenta un cranio di piccole dimensioni simile a quello delle scimmie non ominidi, più tracce di una postura bipede ed eretta, simile a quella degli umani e di altri ominidi. Questa combinazione ha fornito argomenti alla teoria dell'evoluzione umana secondo cui la postura bipede precedette l'aumento delle dimensioni del cervello.
I resti comprendono circa il 40% dello scheletro (52 ossa). Particolarmente importanti l'osso pelvico, il femore e la tibia, perché la loro forma lascia pensare che questa specie fosse già bipede.
Lucy era alta circa 1,07 metri, piuttosto piccola per la sua specie, e pesava probabilmente tra i 29 e i 45 kg. Aveva denti simili a quelli umani, ma il cranio era ancora scimmiesco, con una capacità tra i 375 e i 500 cm³, simile a quello di uno scimpanzé comune. La pelvi e le ossa delle gambe avevano una lunghezza paragonabile nel funzionamento a quella di un umano moderno, indicando che era in grado di mantenere una postura eretta anche nella camminata. Studi condotti nel 2023, che hanno provato a ricostruirne la muscolatura in 3D, poi risultata più grande di quella umana, dimostrerrebbero che Lucy era in grado di estendere le ginocchia allo stesso modo dell'uomo moderno, confermando così la sua capacità di camminare in posizione eretta.

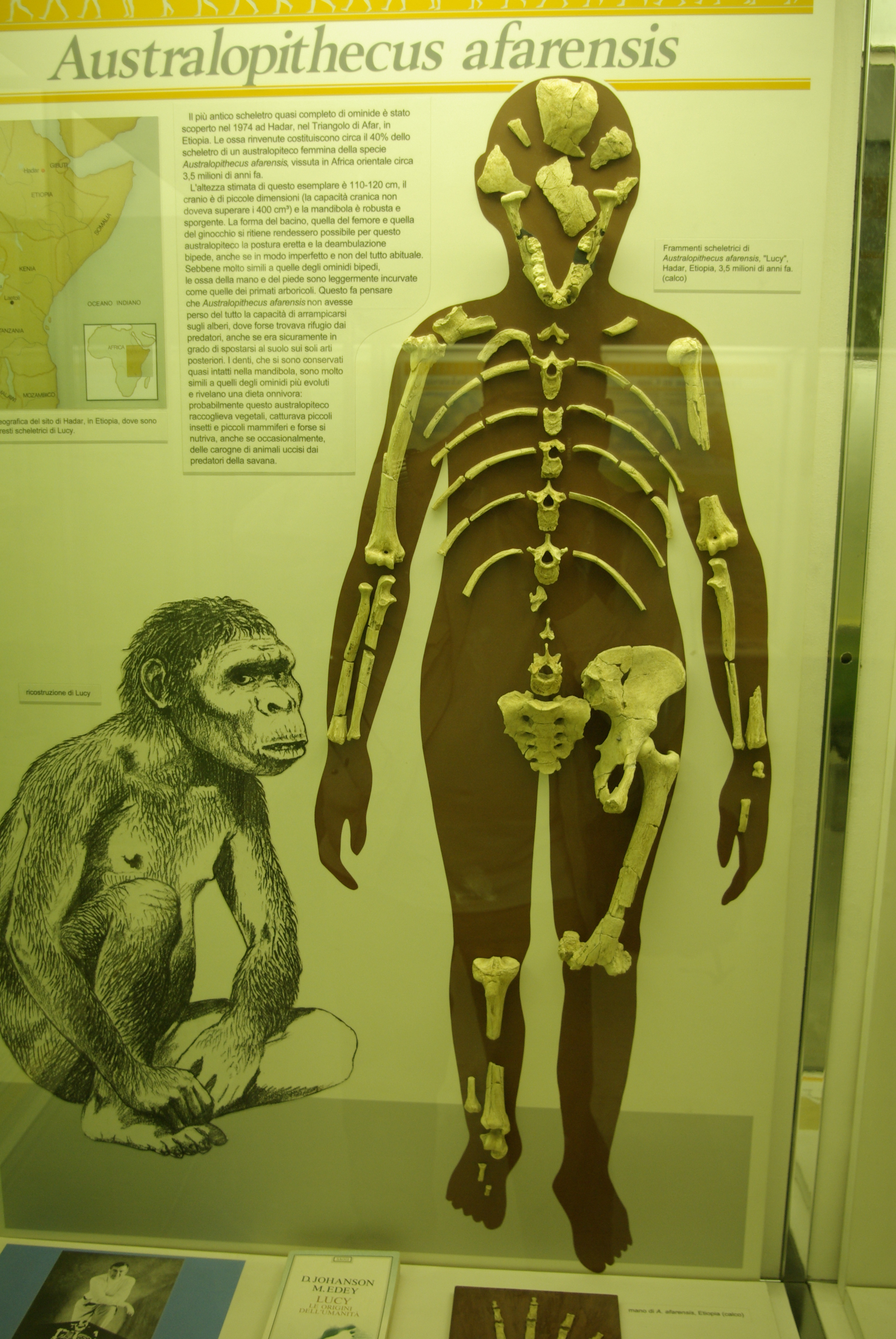
Ricostruzione esposta presso il Museo civico di storia naturale di Milano.

Pur essendo adatta alla locomozione bipede, conduceva ancora una vita in parte arboricola. Si pensa che salisse sugli alberi per sfuggire ai predatori e per trascorrere la notte. Era più piccola del maschio. Si pensa che vivesse in un gruppo formato da adulti e giovani. I suoi denti erano adatti a un'alimentazione onnivora, basata sulla raccolta di vegetali e la cattura di insetti e lucertole.
Secondo altre fonti, mentre in passato si riteneva che la dieta degli Australopitecini gracili consistesse in parte di carne, anche sulla base dei ritrovamenti di accumuli di ossa, più di recente tali accumuli sono stati attribuiti all'attività di Homo habilis. I loro grandi molari indicano che mangiassero cibi abbastanza duri, probabilmente erba o semi di cereali. Lo spessore dello smalto indica anch'esso che mangiassero cibi duri.
Si ritiene che al momento della morte fosse adulta, anche se ancora giovane. Morì sulle rive di una palude, probabilmente di sfinimento, e nessun predatore ne sbranò i resti disperdendone le membra, così che il corpo, sommerso dal fango, si fossilizzò nel corso dei millenni fino a diventare roccia. Dopo milioni di anni il suo scheletro è ritornato alla luce quasi intatto e ci offre oggi una preziosa testimonianza sulla costituzione fisica degli ominidi di quel periodo. Nel 2016 alcuni ricercatori dell'Università del Texas a Austin, suggerirono che Lucy fosse morta in seguito alla caduta da un albero, ma Donald Johanson e Tim White non furono d'accordo con questa ipotesi.

## Nella cultura di massa
- Lucy appare nel film del 2014 Lucy di Luc Besson con protagonista Scarlett Johansson, in cui l'ominide viene incontrata in un viaggio a ritroso nel tempo compiuto dalla protagonista del film sua omonima, con una scena in cui l'ominide è ricostruita in CGI.
- Lucy è la protagonista del fumetto Lucy - L'espoir scritto da Patrick Norbert e disegnato da Tanino Liberatore con la consulenza scientifica del paleoantropologo francese Yves Coppens il quale ha anche curato per il volume una nota storica.